# Castalian Band
Pour les articles homonymes, voir Castalie (homonymie).

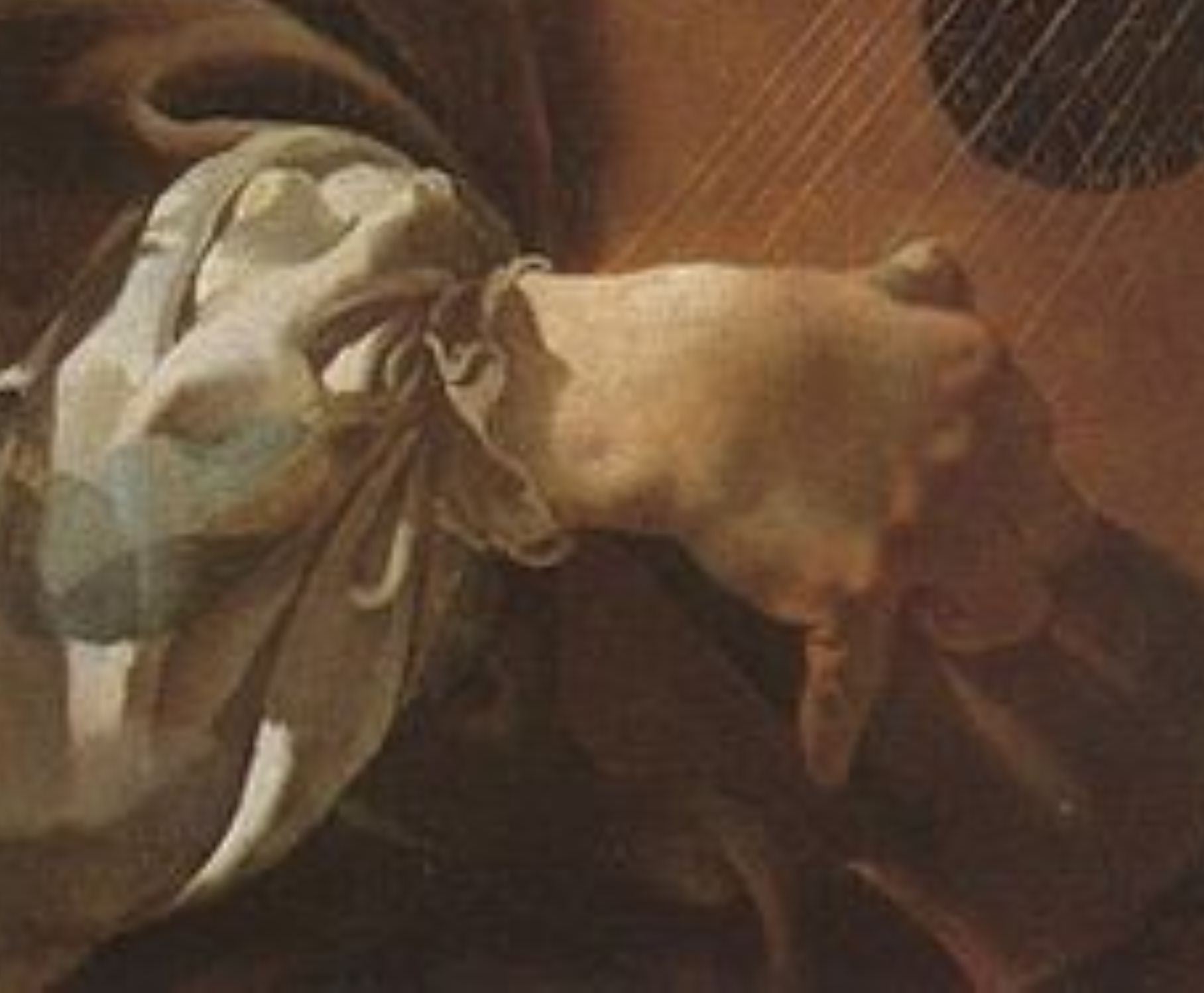
Joueur de luth.

Le groupe de Castalie ou Castalian Band était un groupe de poètes de la cour du roi Jacques VI d'Écosse, modelée sur l'exemple de la Pléiade française de l'époque, durant les décennies précédant l'Union des Couronnes de 1603. Il tire son nom de la Fontaine de Castalie, une source, consacrée aux Muses, et symbole de l'inspiration poétique.

## Composition
En tant que poète, le roi Jacques VI était de facto à la tête du groupe, qui rassemblait les musiciens et poètes bénéficiant de son mécénat, et reflétait ainsi ses goûts personnels en matière de musique et de littérature.
Outre le roi, le groupe comprenait notamment :
- Alexander Montgomerie (vers 1544-1598?)
- Patrick Hume of Polwarth (vers 1550-1609)
- Alexander Hume (vers 1557–1609), jeune frère de Patrick
- William Fowler (1560-1612)
- John Stewart of Baldynneis (vers 1567-1605)
- Thomas Hudson (mort en 1605)
- Robert Hudson, frère de Thomas

L'appartenance au groupe n'était pas fixée, permettant ainsi au roi de désigner, parmi les nouveaux poètes de la cour, lesquels y appartenaient ou non. Montgomerie en devint peu à peu le leader ; cette position fut assise après qu'il fut déclaré victorieux dans une joute poétique l'opposant à Polwart. Il en fut toutefois plus tard exclu.